# AWAL
AWAL (скорочення від Artists Without a Label) — це британська компанія з дистрибуції музики, що належить Sony Music Entertainment. Компанія виступає альтернативою традиційним угодам з музичними лейблами, пропонуючи угоди артистам та незалежним лейблам без відмови від власності або контролю. У 2021 році Sony Music Entertainment придбала AWAL у Kobalt Music Group за 430 мільйонів доларів.

## Послуги
Основною послугою AWAL є розповсюдження цифрової музики, а також включає маркетинг, фізичну дистриб'юцію, аналітику даних, радіо та ліцензування синхронізації. Артисти AWAL зберігають свої музичні та творчі права, на відміну від традиційного музичного лейбла. У листопаді 2018 року Billboard опублікував статтю під назвою «Чи може Kobalt змінити гру з лейблами за допомогою AWAL?», в якій описується підхід компанії та те, як вона виплачує артистам до 80 відсотків від доходу від стрімінгу У березні 2017 року AWAL представила свою музичну аналітичну програму, розроблену для збору та відображення даних про присутність артиста на Spotify та Apple Music.

## Історія
AWAL була заснована спочатку в 1997 році продюсерами звукозапису Кевіном Бейконом та Джонатаном Квармбі. У грудні 2011 року AWAL була придбана компанією Kobalt Music Group і функціонувала як її підрозділ з цифрового розповсюдження музики.
У січні 2018 року Лонні Олінік був призначений генеральним директором записової ділянки Kobalt. У березні 2018 року Kobalt оголосила про інвестицію в розмірі 150 мільйонів доларів у AWAL і про те, що всі записові справи Kobalt будуть об'єднані під брендом AWAL. У червні 2018 року AWAL придбала компанію In2une Music, яка займається мультиформатним просуванням по радіо для незалежних лейблів та артистів. У листопаді 2018 року AWAL оголосила про стратегічне партнерство з незалежним лейблом Glassnote Records. Інші помітні оголошення від компанії включають підписання контрактів з такими артистами, як You Me At Six, Austin Burke, deadmau5, Little Simz, The Night Cafe, Kevin Garrett, Gabrielle Aplin, Gus Dapperton, та Ella Vos.
У листопаді 2018 року AWAL було включено до списку Billboard 2018 Digital Power Players — Music Groups.
AWAL має офіси в Лондоні, Нью-Йорку, Лос-Анджелесі, Атланті, Берліні, Гонконгу, Маямі, Нашвіллі, Стокгольмі та Сіднеї. У грудні 2018 року AWAL оголосила про відкриття офісу в Торонто.
7 вересня 2021 року Управління з питань конкуренції та ринків, антимонопольний регулятор Сполученого Королівства, висловило занепокоєння, що придбання Sony AWAL зменшить конкуренцію з боку інших дистриб'юторів. CMA дав Sony та AWAL п'ять днів, щоб розглянути занепокоєння CMA та запропонувати юридично обов'язкові засоби правового захисту, інакше CMA почне другу фазу розслідування. Розслідування другого етапу було розпочато 16 вересня 2021 року.

## Артисти
- 1S1K SeanMario
- Aly & AJ
- Alaina Castillo
- Banks
- Ber
- Bobby Mill
- Bonesteel[27]
- BurrSoCold
- Bruno Major
- Claudia Alende
- Corrupt Colour
- Dayglow
- Daði Freyr
- De La Soul
- Die Antwoord
- Dizzy Spins
- Esprit D'Air
- Everything Everything
- The Aubreys[28]
- Frank Carter & The Rattlesnakes
- Gabrielle Aplin
- Girl in Red
- Greyson Chance
- Gus Dapperton
- Jowynalex
- Joshua Morata[29]
- Jungle
- Jae Jin
- Jesse McCartney
- JPEGMAFIA
- JVKE
- iamamiwhoami
- ionnalee
- Katelyn Tarver
- Kira Kosarin
- Kyle Dion
- Laufey
- Laura Marling
- Lauren Jauregui[30]
- Lauv
- Lil Peep
- Lisa Heller
- Little Simz
- Lizzy McAlpine[31]
- LOKRUMENTAL
- Lovejoy
- Luigi Grosu
- Maximum Love
- Moby
- mxmtoon
- Naked Eyes
- Nick Cave and the Bad Seeds
- Now United[32]
- Pritam Mandal[33]
- Pouya[34]
- Quadeca
- R3HAB
- Rex Orange County
- Rickie Lee Jones
- Shandell Crutchfield
- Spacey Jane
- Steve Lacy
- The Kooks
- The Night Café
- The Wombats
- Thom Yorke[35]
- Todd Terje
- Tom Misch
- Tomer Aaron
- Vérité
- YEAROFJORDN
- You Me at Six
- Yung Bans
- Zolita
- RENDORCE
- tezakx

## Лейбли
- Glassnote Records[36]
- mau5trap
- EEM Records
- Good Soldier Songs
- Nickelodeon Records
- B-Unique Records[37]
- SideOneDummy Records[38]
- World in Red (personal label for Girl in Red)[39]
- Ring Records (personal label for Dizzy Spins)
- Very Nice Records

## Випущені альбоми
- Come Over When You're Sober, Pt. 1 (2017) — Lil Peep
- Fuzzybrain (2018) — Dayglow
- Friends (2019) — Omar Apollo
- <i id="mwow">Grey Area</i> (2019) — Little Simz
- Portraits (2019) — Greyson Chance
- SUGA (2019) — Kyle Dion
- Bonito Recycling (2020) — Kero Kero Bonito
- Idiot Prayer (2020) — Nick Cave
- Orca (2020) — Gus Dapperton
- Sunlight (2020) — Spacey Jane
- A Touch of the Beat Gets You Up on Your Feet Gets You Out and Then Into the Sun (2021) — Aly & AJ
- Back in Love City (2021) — The Vaccines
- Harmony House (2021) — Dayglow
- If I Could Make It Go Quiet (2021) — Girl in Red
- In Search Of Darkness (2021) — Chvrches
- Loving in Stereo (2021) — Jungle
- Sometimes I Might Be Introvert (2021) — Little Simz
- 10 Tracks To Echo In The Dark (2022) — The Kooks
- All The Truth That I Can Tell (2022) — Dashboard Confessional
- Crystal Cabaret (2022) — Joshua Morata
- Five Seconds Flat (2022) — Lizzy McAlpine
- Fix Yourself, Not the World (2022) — The Wombats
- Forever (2022) — Phife Dawg
- Here Comes Everybody (2022) — Spacey Jane
- No Thank You (2022) — Little Simz
- People in Motion (2022) — Dayglow
- Preacher's Daughter (2022) — Ethel Cain
- Rising (2022) — Mxmtoon
- Serpentina (2022) — Banks
- Under The Shade of Green (2022) — The Happy Fits
- Retrograde Vol.1 (2023) — Shandell Crutchfield
- Scaring the Hoes (2023) — JPEGMAFIA and Danny Brown
- The Musical: Welcome to the Night of Your Life (2023) — Now United and Lilith Freund
- With Love From (2023) — Aly & AJ
- Falling Stars (2023) — Tomer Aaron & Chen Leiba